# Q.921
Q.921 neboli LAPD (anglicky Link Access Protocol - D Channel) je protokol linkové vrstvy používaný pro přenos účastnické signalizace systému Digital subscriber Signalling System No. 1 v kanálu D uživatelského rozhraní ISDN. Zajišťuje, že signalizační zprávy budou doručovány bez chyb a ve správném pořadí.
LAPD standardy jsou definovány v ITU-T doporučeních Q.920/I.440 and Q.921/I.441. Protokol Q.921 je odvozený z HDLC.

## Formáty rámce
Formát rámce vychází z HDLC:
| Flag   | Adresní pole     | Řídicí pole    | Data                             | FCS             | Flag   |
| ------ | ---------------- | -------------- | -------------------------------- | --------------- | ------ |
| 8 bitů | 8 nebo více bitů | 8 nebo 16 bitů | Proměnná délka, 0 nebo více bitů | 16 nebo 32 bitů | 8 bitů |

Flag, bit stuffing a výpočet FCS jsou stejné jako u HDLC. Linková připojení jsou rozlišena pomocí hodnoty DLCI (Data link connection identifier), která je přenášena v adresním poli rámce.
Mechanismus rozšířených adres z HDLC umožňuje, aby LAPD používalo dvoubytové adresní pole: nejnižší bit prvního bytu adresy (EA) má hodnotu 0, což signalizuje, že následuje další oktet adresy; nejnižší bit druhého oktetu je 1, což signalizuje, že se jedná o poslední oktet rozšířené adresy. Druhý nejnižší bit prvního oktetu slouží pro rozlišení příkazu a odezvy (Command/Response neboli C/R), zbývajících 6 bitů prvního oktetu je pole SAPI (Service Access Point Identifier), zbývajících 7 bitů druhého oktetu je TEI (Terminal Endpoint Identifier):
| SAPI   | C/R   | EA    | TEI    | EA    |
| ------ | ----- | ----- | ------ | ----- |
| 6 bitů | 1 bit | 1 bit | 7 bitů | 1 bit |

Síť posílá příkazy s C/R nastaveným na 1, odpovědi s C/R nastaveným na 0, uživatel používá opačné přiřazení.
SAPI je adresa přístupového bodu služby; má podobnou úlohu jako port v protokolech TCP nebo UDP, tj. identifikuje protokol vyšší vrstvy; pro signalizační (Q.931) zprávy se používá SAPI 0, pro paketová data (X.25) SAPI 16, pro management spojení SAPI 63 (používá se pro proceduru přiřazení TEI).
TEI se používá pro rozlišení zařízení, která používají tutéž ISDN linku. Hodnota TEI 0 se používá pro Point-to-Point spojení, hodnoty 1-63 se přidělují manuálně, hodnoty 64-126 automaticky při zapnutí zařízení, 127 je broadcast.
Data jsou přenášena v rámcích Information (I) a Unnumbered Information (UI). UI poskytuje nespolehlivou službu; je jednodušší, protože nepoužívá žádné číslování, potvrzování nebo opakované přenosy rámců. Rámce I jsou číslovány modulo 128; číslo rámce se přenáší v poli N(S). Pro potvrzování se používá pole N(R), které může být přeneseno rámcem I, který je posílán opačným směrem (tzv. piggybacking) nebo se posílá explicitně v rámcích RR nebo RNR. RR indikuje, že příjemce může přijímat další data, RNR indikuje, že příjemce nemůže další data přijímat. REJ je negativní potvrzení - vyžádání opakovaného vysílání od rámce číslo N(R).
Rámce I se posílají v duplexním režimu, který se zahajuje příkazem SABME. SABME také nuluje sekvenční čísla. Duplexní režim se ukončuje příkazem DISC. Jak SABME tak DISC se potvrzují rámcem UA.
Protokolové chyby (nedefinované řídicí pole, chybná délka rámce, chybné potvrzení, apod.) se signalizují posláním FRMR s úvodními poli chybného rámce.

## Správa TEI
Než dojde ke komunikaci pomocí protokolu vyšší vrstvy (Q.931), každému ISDN zařízení musí být přiřazena alespoň jedna unikátní hodnota TEI. Tato čísla mohou být předem definována (preassigned - TEI 0-63), nebo přiřazována dynamicky (TEI 64-126). Většina přiřazení TEI se provádí dynamicky pomocí protokolu pro správu TEI. Uživatel vyšle pomocí broadcastu tak zvaný Identity request a síť vrátí přiřazenou Identitu obsahující hodnotu TEI. Existují i funkce pro verifikaci a uvolnění přiřazení TEI.
Všechny funkce pro správu TEI používají TEI 127 (broadcast) a SAPI 63.
Referenční číslo je náhodně generovaná 16bitová hodnota používaná pro výběr ISDN zařízení, která mohou současně požadovat přiřazení TEI.